# Ivan Bubnov
Ivan Grigorjevič Bubnov (18. leden 1872 – 13. březen 1919) byl ruský námořní inženýr a konstruktér ponorek.
Absolvoval Námořní technické učiliště v Kronštadtu (1891) a Námořní akademii v Petrohradě (1896). V letech 1900–1902 se účastnil práce a posléze i předsedal komisi carské flotily pro konstrukci první ruské bojové ponorky Delfín, která byla vybavena spalovacím motorem.
V letech 1904 až 1913 přednášel na polytechnickém institutu v Petrohradě, od roku 1909 tam působil jako profesor.
Ve svých pracích se zabýval matematickým popisem stability lodí; jeho fundamentální práce Mechanika stavby lodě (Strojitelnaja mechanika korablja, Petrohrad, 1912–14) byla ve své době unikátní striktně vědeckým přístupem.